# Биндер
Биндер (монг. Биндер) — сомон аймаку Хентій, Монголія. Площа 5,9 тис. км², населення 4,2 тис. Центр сомону селище Онон лежить за 460 км від Улан-Батора, за 185 км від міста Ундерхаан.

## Рельєф
Багато річок — Онон та його притоки Таре, Сухелег. Амгадант, Хайрхан. Значна частина вкрита лісом

## Економіка
Вирощують обліпиху. Є дереооборобний комбінат, кормовий та продовольчий комбінат.

## Соціальна сфера
Є школа, лікарня, культурний та торговельно-обслуговуючий центри.